# .300 Savage
.300 Savage — винтовочный патрон калибра .30 представленный компанией Savage Arms в 1920 году для замены менее мощного патрона .303 Savage в популярной винтовке рычажного действия Savage Model 99. Оказал существенное влияние на конструкцию широко распространенного патрона 7,62×51 мм НАТО. Целью разработки .300 Savage было воспроизвести высокие боевые качества патрона .30-06 Springfield.

## Спецификация
Несмотря на короткую гильзу патрон способен разогнать пулю весом 9.7 грамм (150 гран) до скорости 790 м/с, что приводит к эффективной дальности стрельбы более 270 м.